# Nestroy-Theaterpreis/Beste Nebenrolle

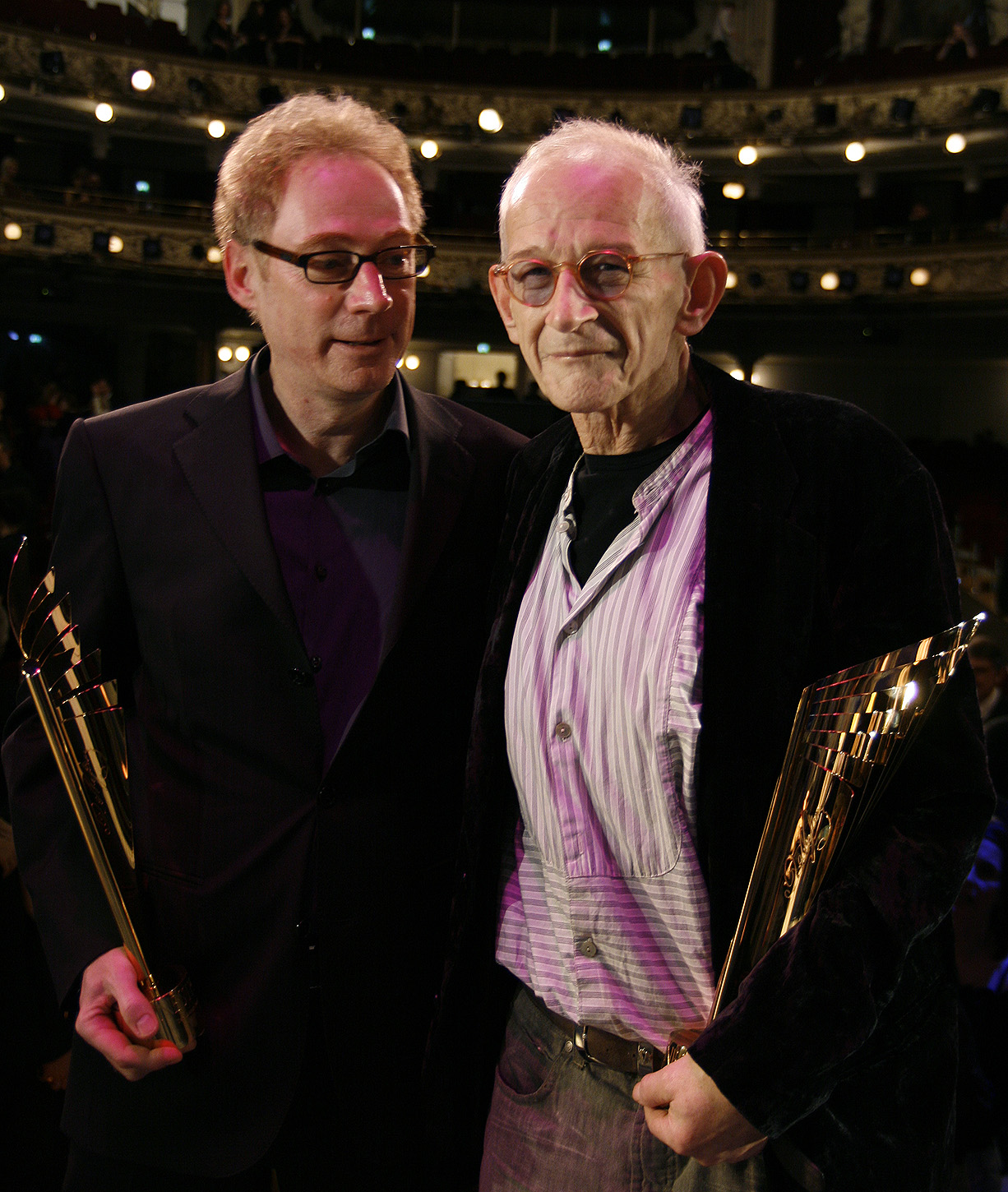
André Pohl (l., Nestroy 2008)

Seit 2000 wird beim Nestroy-Theaterpreis die Beste Nebenrolle geehrt.

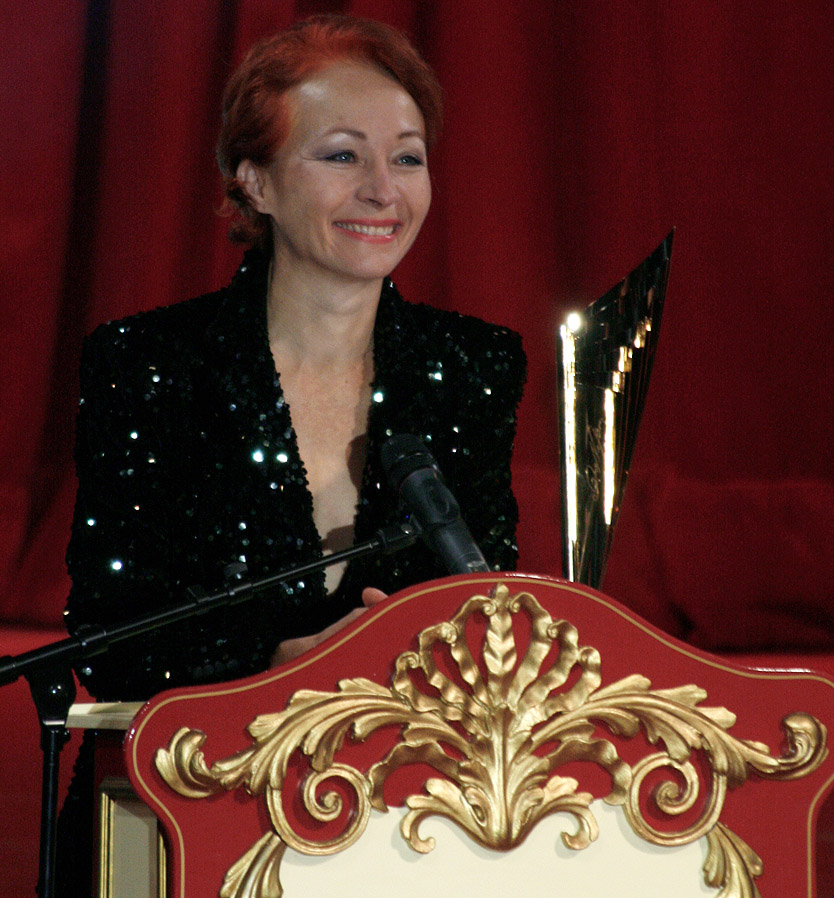
Sona MacDonald (Nestroy 2009)

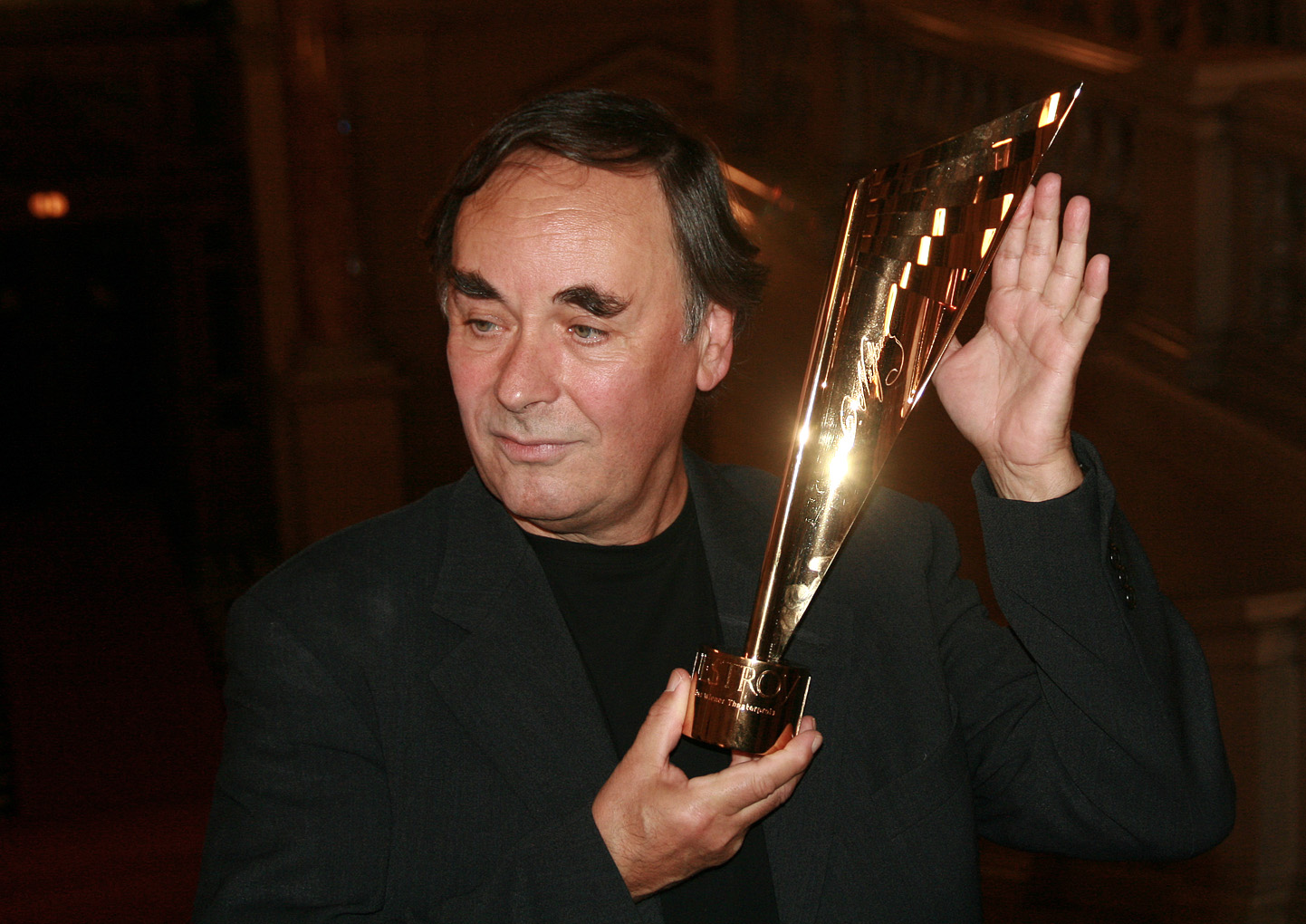
Johann Adam Oest (Nestroy 2010)

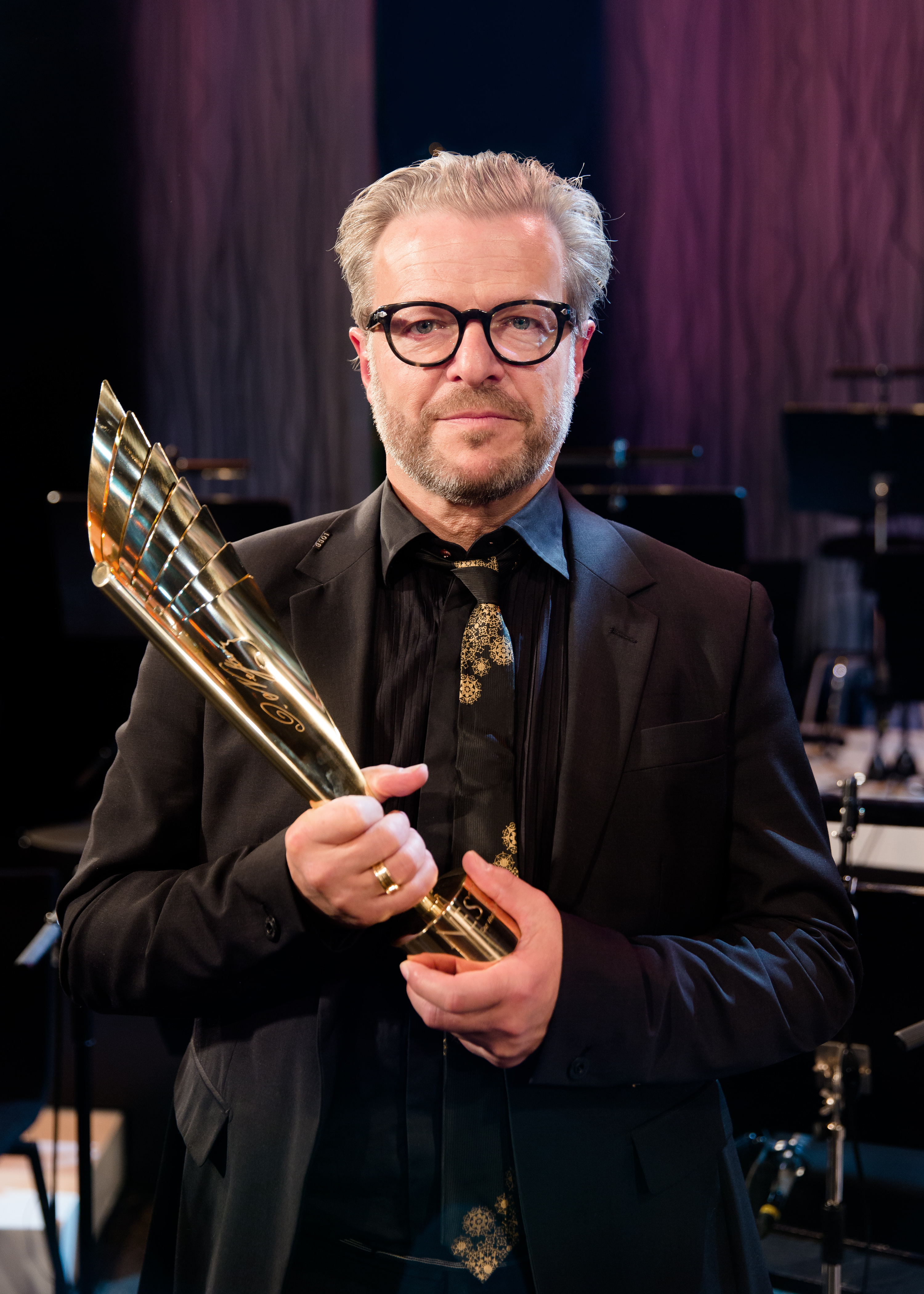
Roland Koch (Nestroy 2015)

## Preisträger
| Jahr | SchauspielerIn      | Inszenierung (Rolle)                                             | Ort der Aufführung                                                              | Weitere Nominierte |
| ---- | ------------------- | ---------------------------------------------------------------- | ------------------------------------------------------------------------------- | --- |
| 2000 | Martin Schwab       | Weh dem, der lügt! (Bischof Gregor)                              | Burgtheater                                                                     | Maria Köstlinger für Der Verschwender (Fee Cheristane) Ingo Hülsmann für Das Blut (Mann/Schüchterner Mann) |
| 2001 | Peter Fitz          | Rosmersholm (Rektor Kroll)                                       | Akademietheater/Burgtheater                                                     | Ignaz Kirchner (Zweiter Aufseher/Kommissar) und Branko Samarovski (Erster Aufseher/Inspektor) für Roberto Zucco Libgart Schwarz für Der jüngste Tag (Rebekka) |
| 2002 | Anna Franziska Srna | Woyzeck (Marie)                                                  | Volkstheater (Wien)                                                             | Sylvie Rohrer für Der Narr und seine Frau heute Abend in Pancomedia (Diverse Rollen) Werner Wölbern für Das weite Land (Doktor Franz Mauer) |
| 2003 | Traute Hoess        | Über allen Gipfeln ist Ruh (Anne) Liliom (Frau Muskat)           | Theater in der Josefstadt                                                       | Atzgersdorfer Männergesangsverein 1880 für Das Werk (Chor) Brigitte Karner für Die Wildente (Gina) |
| 2004 | Johann Adam Oest    | Die Ziege oder Wer ist Sylvia? (Ross)                            | Akademietheater/Burgtheater                                                     | Sandra Cervik für Der Alpenkönig und der Menschenfeind (Sophie) Kirsten Dene für Baumeister Solneß (Aline) |
| 2005 | Erni Mangold        | Prinzessinnendramen (Schneewittchen)                             | Volkstheater (Wien)                                                             | Sabine Haupt für Die Katze auf dem heißen Blechdach (Mae) Siegfried Walther für Amphitryon (Sosias) |
| 2006 | Gertrud Roll        | Bei Einbruch der Dunkelheit (Gräfin)                             | Stadttheater Klagenfurt                                                         | Dietmar König für Die versunkene Kathedrale (Oberarzt) Caroline Peters für Höllenangst (Rosalie) |
| 2007 | Regina Fritsch      | Maß für Maß (Chantal)                                            | Burgtheater                                                                     | Martin Schwab für König Lear (Gloster) Wolf-Dietrich Sprenger für Mein Nestroy (Augustinus Fitl) |
| 2008 | André Pohl          | Der jüngste Tag (Alfons)                                         | Theater in der Josefstadt                                                       | Johannes Krisch für Freier Fall (Bertl) Udo Samel für Motortown (Justin) |
| 2009 | Sona MacDonald      | Der Talisman (Constantia)                                        | Theater in der Josefstadt                                                       | Michael Dangl für Floh im Ohr (Carlos Homenides) Dietmar König für Trilogie des Wiedersehens (Richard) |
| 2010 | Johann Adam Oest    | Der goldene Drache (verschiedene Rollen)                         | Akademietheater/Burgtheater                                                     | Elfriede Schüsseleder für Jedem das Seine (Traudl Fasching) Libgart Schwarz für Helena (Greisin/Diener) |
| 2011 | Udo Samel           | Der Parasit (Narbonne) und Professor Bernhardi (Dr. Pflugfelder) | Burgtheater                                                                     | Raphael von Bargen für Antigone (Wächter) Michou Friesz für Frühlings Erwachen (verschiedene Rollen) Susa Meyer für Harold and Maude (Mrs. Chasen) Oliver Stokowski für Der Parasit (La Roche) |
| 2012 | Maria Bill          | Die Dreigroschenoper (Jenny)                                     | Volkstheater                                                                    | Joachim Bißmeier für Woyzeck & The Tiger Lillies (Doktor) Brigitta Furgler für Einsame Menschen (Frau Vockerat) Fabian Krüger für Das Trojanische Pferd (diverse) Heribert Sasse für John Gabriel Borkman (Vilhelm Foldal)                                                                              |
| 2013 | Till Firit          | Anna Karenina (Lewin)                                            | Volkstheater                                                                    | Dominic Oley für Jägerstätter (Dr. Feldmann) und für Speed (Mulholland) Barbara Petritsch für Liliom (Frau Muskat) Catrin Striebeck für Elektra (Klytämnestra) Adina Vetter für Elektra (Chrysothemis)                                                                                                  |
| 2014 | Peter Matić         | Die letzten Tage der Menschheit (mehrere Rollen)                 | Salzburger Festspiele Koproduktion mit dem Burgtheater                          | Claudia Kottal für Don Gil von den grünen Hosen (Inés) Christoph Krutzler für Die letzten Tage der Menschheit (mehrere Rollen) Eva Maria Marold für Hafen Wien (Hilde) Albrecht Abraham Schuch für Maria Magdalena (Sekretär)                                                                           |
| 2015 | Roland Koch         | John Gabriel Borkman (Wilhelm Foldal)                            | Akademietheater in Koproduktion mit den Wiener Festwochen und dem Theater Basel | Herbert Föttinger für Eine dunkle Begierde (Sigmund Freud) Philipp Hauß für Antigone (Bote) Therese Lohner für Am Ziel (Tochter) Matthias Mamedof für Floh im Ohr (Camille Chandebise) |
| 2016 | Martin Reinke       | Die Wiedervereinigung der beiden Koreas (sechs Figuren)          | Akademietheater                                                                 | Gábor Biedermann für Iwanow (Jewgenij) Joachim Bißmeier für Endspiel (Nagg) Mavie Hörbiger für Der Diener zweier Herren (Smeraldina) Siegfried Walther für Menschen im Hotel (Kringelein) |
| 2017 | Birgit Stöger       | Der Menschenfeind (Arsinoé) Kasimir und Karoline (Erna)          | Volkstheater                                                                    | Alexander Absenger – Bühnenfassung von Die Verdammten (Baron Martin von Essenbeck) Tonio Arango – Lenya Story – Ein Liebeslied (Er) Rainer Galke – Der Menschenfeind (Oronte) Eduard Wildner – Der Alpenkönig und Menschenfeind (Habakuk)                                                               |
| 2018 | Dörte Lyssewski     | Vor Sonnenaufgang                                                | Akademietheater                                                                 | Yousif Ahmad – Gutmenschen (Yousef) Falk Rockstroh – Radetzkymarsch (Baron Franz von Trotta und Sipolje) Alexander Strobele – In der Löwengrube (Eder) Martin Vischer – Die Glasmenagerie (Jim O’Connor)                                                                                                |
| 2019 | Evi Kehrstephan     | Biedermann und die Brandstifter (Anna)                           | Volkstheater Wien                                                               | Rainer Galke – König Ottokars Glück und Ende (Margarethe von Österreich/Paltram Vatzo/Friedrich Zollern) Alexandra Krismer – Radetzkymarsch (Oberst Kovacs, Valerie von Taußig, Fräulein Hirschwitz, Polizeirat Fuchs) Christoph Luser – Die Ratten (Erich Spitta) Oda Thormeyer – Liliom (Frau Muskat) |
| 2020 | Alexander Absenger  | Der Kirschgarten (Charlotta Iwanowna)                            | Theater in der Josefstadt                                                       | Sabine Haupt – Vögel (Norah) Markus Hering – The Party |
| 2021 | Mehmet Ateşçi       | Bunbury (Miss Prism)                                             | Akademietheater                                                                 | Edith Clever – Jedermann (Tod) Sarah Viktoria Frick – Fräulein Julie (Kristin) Julia Riedler – Das Leben ein Traum (Rosaura) Martin Vischer – Das Konzert (Dr. Franz Jura) |
| 2022 | Elias Eilinghoff    | Karoline und Kasimir – Noli me tangere                           | Volkstheater Wien                                                               | Christian Higer – Die Abenteuer des braven Soldaten Schwejk Mavie Hörbiger – Komplizen (Lisa) Clara Liepsch – SHTF (Danny) Anke Zillich – Einsame Menschen (Frau Vockerat) |
| 2023 | Dorothee Hartinger  | Der Raub der Sabinerinnen (Rosa)                                 | Burgtheater/Akademietheater                                                     | David Fuchs – Ein Kind (Der Großvater/Der Dechant) Katrija Lehmann – Die kahle Sängerin (Mary) Martina Stilp – Sommergäste (Marja Lwowna) Tim Werths – Die gefesselte Phantasie (Die poetische Phantasie)                                                                                               |
| 2024 | Christoph Luser     | Jedermann (Guter Gesell / Teufel)                                | Salzburger Festspiele                                                           | Anna Klimovitskaya – Von einem Frauenzimmer (Fränzchen) Sophia Löffler – Der Verein (Mutter) Dörte Lyssewski – Jedermann (Armer Nachbar / Werke) Lore Stefanek – Leben und Sterben in Wien (Die Alte)                                                                                                   |

| Am häufigsten honorierter Schauspieler           | Johann Adam Oest (2 Auszeichnungen)                                                                                      |
| Am häufigsten nominierter Schauspieler           | Alexander Absenger, Christoph Luser, Dörte Lyssewski, Johann Adam Oest, Udo Samel und Martin Schwab (je 2 Nominierungen) |
| Am häufigsten nominierter Schauspieler ohne Sieg | Rainer Galke, Sabine Haupt, Mavie Hörbiger, Dietmar König, Libgart Schwarz und Martin Vischer (je 2 Nominierungen)       |